# Vorsorgender Umweltschutz
Beim vorsorgenden Umweltschutz versucht man Abfälle, Abwasser, gasförmige und energetische Emissionen aus der Produktion zu vermeiden. Ansatzpunkte dazu sind beispielsweise innerbetriebliche Verbesserungsmaßnahmen in industriellen Prozessen zur Vermeidung von Abfällen, zur Reduktion des Abwasseranfalls oder zur Energieoptimierung (Energie- und Stoffstrommanagement).
Organisatorische und technische Verbesserungen sollen helfen, Rohstoffe und Energieströme möglichst gut auszunutzen und Abfälle, Abwasser, Abgase zu vermeiden (Cleaner Production, Ökoprofit). Es kann gelingen, gleichzeitig den betrieblichen Material- und Energieeinsatz und Abfälle zu verringern. Es sind viele Beispiele bekannt, wie Betriebe durch die Einführung eines vorsorgenden Umweltschutzes Kosten sparen konnten. Die entsprechenden Ansätze werden durch Stoff- und Energiestromanalysen herausgearbeitet (Materialflussanalyse). Viele denkbare Maßnahmen eines vorsorgenden Umweltschutzes erhöhen jedoch die betriebswirtschaftlichen Kosten.
Vorsorgender Umweltschutz zeichnet sich gegenüber einem klassischen „End-of-pipe“-Umweltschutz durch folgende Unterschiede aus:
- Emissionen wurden früher als unvermeidbar, weil prozessgegeben angesehen. Dementsprechend müssen sie kontrolliert und behandelt und so möglichst ungefährlich und gesetzeskonform in die Umwelt abgegeben werden. Durch vorsorgenden Umweltschutz werden Emissionen durch in die Herstellprozesse integrierte Techniken und gesteigerte Ausnutzung von Rohstoffen und Energie vermieden.
- End-of-pipe-Umweltschutz verlangt, dass Behandlungsanlagen (z. B. Abwasserreinigungsanlagen, Staubfilter, Nachverbrennungsanlagen) an den eigentlichen Prozess angefügt werden, wenn Probleme mit umweltgefährdenden Emissionen auftreten. Nach dem Paradigma des produktionsintegrierten Umweltschutzes ist Emissionsvermeidung ein integrierter Teil des Anlagenentwurfes.
- End-of-pipe-Umweltschutz gilt als teuer, belastet Unternehmen und bindet ökonomische Ressourcen. Vorsorgender Umweltschutz hingegen ist eine potentielle Chance, Rohstoffe und Energie einzusparen und so einen Marktvorteil zu gewinnen.
- Umweltfragen im alten Paradigma sind eine Angelegenheit von Umwelt- und Technologieexperten. Umweltschutz im vorsorgenden Sinne ist Aufgabe aller Mitarbeiter.
- End-of-the-pipe-Umweltschutz basiert auf technischen Maßnahmen. Vorsorgender Umweltschutz schließt auch nichttechnische Ansätze wie organisatorische Ansätze und Controlling ein.
- Umweltschutz im klassischen Sinne wird dem Unternehmen von außen von den Behörden auferlegt. Im vorsorgenden Umweltschutz unterliegt ein Prozess idealerweise einer ständigen Verbesserung, um den Anteil an Abfällen und Emissionen am gesamten Stoff- und Energieeinsatz zunehmend zu verkleinern.

Zusammenfassend kann im vorsorgenden Umweltschutz ein konzeptioneller und prozeduraler Ansatz zu einer Produktionsweise gesehen werden, in der alle Verfahrensschritte und alle Phasen des Lebenszyklus eines Produktes so gestaltet werden, dass Risiken für Menschen und Umwelt nach Möglichkeit verringert oder vermieden werden sollen.